# The Way We Walk, Volume Two: The Longs
The Way We Walk, Volume Two: The Longs —en español: La manera en que caminamos, volumen dos: Los largos— es el quinto álbum en vivo del grupo de rock británico Genesis publicado en 1993, habiendo sido grabado durante su gira de 1992, tras la publicación del álbum We Can't Dance. El título compartido de los dos lanzamientos se refiere a la frase "the Way I walk," que aparece en la letra de dos canciones diferentes del grupo: I Can't Dance en el primer volumen y "I Know What I Like (In Your Wardrobe)" en el segundo volumen.

## Sinopsis
Originalmente, Mike Rutherford quería que el segundo álbum tuviera un precio inferior, pero eso nunca sucedió. La idea entonces, fue dividir el álbum en dos ediciones separadas, una para el material más corto y otra para el más largo, debido a que a las personas les puede gustar más uno u otro tipo de canciones. De esta manera se puede elegir entre que estilo musical de la banda le gusta a cada persona comprando así uno u otro disco o incluso ambos.
Las versiones incluidas de "Domino" y "Home by the Sea" son mucho más sólidas y potentes que las versiones de estudio e incluso que otras grabadas en vivo. "Driving the Last Spike" y "Fading Lights" suenan grandiosas en vivo y están menos pulidas que las versiones en estudio, dándole un sentimiento diferente.
Durante esta gira de 1992 no se interpretaron canciones de la década del 70, solo el material más nuevo. Sin embargo, el repertorio incluía un medley de canciones antiguas: Dance on a Volcano/The Lamb Lies Down on Broadway/The Musical Box/Firth of Fifth/I Know What I Like (In Your Wardrobe) - que cumplía la misma función que el medley "In The Cage" de su anterior trabajo en vivo, Three Sides Live. 
Este "Old Medley" aparece tanto en el álbum como en el DVD The Way We Walk, grabados durante el concierto en el centro "Earls Court" de Londres. Esto contrasta con el anterior DVD en vivo de 1987 Genesis Live At Wembley Stadium, donde se omitió el medley "In The Cage" aunque fue interpretado durante dicha gira.
Una vez finalizada la gira, las esperanzas de aprovechar el gran momento de Genesis y seguir con otro proyecto, se disolvieron luego de que cada integrante se embarcara en proyectos en solitario y surgieron especulaciones de que la banda se separaba. Phil Collins no tuvo ninguna participación durante la mezcla de este álbum en el estudio de grabación, quedando a cargo de Tony Banks y Mike Rutherford solamente.
En 1996, Collins anuncia que deja el grupo. Los restantes miembros buscan un nuevo cantante para reemplazarlo y llega Ray Wilson, grabando su próximo álbum. Puede considerarse a "The Way We Walk" como el último álbum con Phil Collins en su formación, hasta la gira de reunión "Turn It On Again" de 2007.
The Way We Walk, Volume Two: The Longs alcanzó el puesto #1 en los rankings del Reino Unido y el puesto #20 en los rankings de Estados Unidos, luego de su lanzamiento.

## Lista de canciones
| Pista | Título Inglés | Título Español | Del Álbum       | Autores                                   | Duración |
| ----- | --- | --- | --------------- | ----------------------------------------- | -------- |
| 1.    | Old Medley - Dance on a Volcano - The Lamb Lies Down on Broadway - The Musical Box - Firth Of Fifth - I Know What I Like (In Your Wardrobe) | Medley Antiguo - Baila En Un Volcán - El Cordero Yace En Broadway - La Caja de Música - Estuario De Quinto - Sé Lo Que Me Gusta (En Tu Guardarropa) | Nueva grabación | Banks/Collins/Gabriel/ Hackett/Rutherford | 19:32    |
| 2.    | Driving The Last Spike | Clavando El Último Perno | We Can't Dance  | Banks/Collins/Rutherford                  | 10:18    |
| 3.    | Domino - Part I - In the Glow of the Night - Part II - The Last Domino                                                                      | Dominó - Parte I - En El Resplandor De La Noche - Parte II - El Último Dominó                                                                       | Invisible Touch | Banks/Collins/Rutherford                  | 11:21    |
| 4.    | Fading Lights | Luces Desvanecientes | We Can't Dance  | Banks/Collins/Rutherford                  | 10:55    |
| 5.    | Home by the Sea/Second Home By The Sea | Hogar Junto Al Mar/Segundo Hogar Junto Al Mar | Genesis         | Banks/Collins/Rutherford                  | 12:14    |
| 6.    | Drum Duet | Dúo De Batería | Nueva grabación | Collins/Thompson                          | 6:06     |

- Durante la sección instrumental de "I Know What I Like (In Your Wardrobe)", hay líneas cantadas de otras canciones como "That's All", "Illegal Alien", "Your Own Special Way", "Follow You, Follow Me", y una pequeña sección de "Stagnation". En la versión incluida en el DVD The Way We Walk, Collins entona el éxito de 1980 "Misunderstanding" en lugar de "Your Own Special Way".

## Datos adicionales
- Ingeniería por Nick Davis y Geoff Callingham.
- Asistente de ingeniería: Simon Metcalfe.
- Diseño del álbum por Icon y Genesis.
- Fotografías del interior del álbum por Louis Lee, Cesar Vera y Max Kohr.

## Formación
- Phil Collins: Percusión, batería, voz.
- Tony Banks: Teclados, voz, coros.
- Mike Rutherford: Guitarras, bajo, coros.

Músicos adicionales:
- Daryl Stuermer - Guitarra, bajo.
- Chester Thompson - Batería, percusión.

- Datos: Q1475750